# Ліцей № 28 міста Житомира імені гетьмана Івана Виговського
Ліцей № 28 міста Житомира імені гетьмана Івана Виговського —  заклад загальної середньої освіти міста Житомира.

## Історія
Ліцей № 28 міста Житомира імені гетьмана Івана Виговського розміщений на вулиці Тараса Бульби-Боровця(Маршала Рибалки), 16, в районі Крошні.
Школа була створена в часи незалежності України 1992 року.
В 1992 році, поруч з Ліцеєм №16 була відкрита сучасна школа I-III ступенів №28 м. Житомира.

### Директори школи

##### Сюравчик Микола Кирилович
В 1986 році Микола Кирилович обійняв посаду Директора ЗОШ №36 м. Житомира, але потім очолив ЗОШ №28 м. Житомира в 1992 році. Згодом низка невирішених проблем освітньої сфери спонукала Миколу Сюравчика шукати ефективних рішень на посаді начальника управління освіти і науки облдержадміністрації, яку він обіймав з 1998 до 2002 року.

##### Глінчевська Яніна Анатоліївна
В 1998 році Глінчевська Яніна Анатоліївна після посади Заступника директора в ЗОШ №5 м. Житомира зайняла місце Директора ЗОШ №28 м. Житомира імені гетьмана Івана Виговського.

## Зміна назви школи
З 2016 року рішенням Житомирської Міської Ради назва школи була змінена з загальноосвітньої школи I-III ступенів №28 міста Житомира на загальноосвітню школу I-III ступенів №28 міста Житомира імені гетьмана Івана Виговського.
В 2022 році ЗОШ №28 було перейменовано на Ліцей № 28 міста Житомира імені гетьмана Івана Виговського

## Випускники, які загинули у війні з РФ
- Пушанко Артур Олександрович (30.12.1993 — 19.07.2014) — сержант Збройних сил України, учасник російсько-української війни. Загинув у бою під Лисичанськом в часі наступу українських військових [5][6]. Нагороджений орденом “За мужність” ІІІ ступеня (посмертно) [7].
- Абрамчук Дмитро Михайлович (23.06.2002 — 14.04.2022) —  військовослужбовець артдивізіону 26-ї Окремої артилерійської бригади імені генерала-хорунжого Романа Дашкевича, загинув в боях з російськими військами в Чернігівській області [8][9].
- Антипов Віталій Сергійович (01.06.1993 — 12.01.2023) — військовослужбовець, проходив службу в лавах ЗСУ разом з батьком, загинув під час відбиття атаки росіян на Донеччині[10][11]. Нагороджений орденом “За мужність” ІІІ ступеня (посмертно)[12].

- Афанасієв Олександр Вікторович (28.09.1984 — 05.01.2023) — військовослужбовець, загинув виконуючи бойове завдання, на Сході України[13][14][15]. Нагороджений орденом “За мужність” ІІІ ступеня (посмертно)[16].
- Поплавський Олег Леонідович (20.10.1984 — 24.07.2023) — військовослужбовець. Проходив строкову військову службу. Із лютого 2023 року став на захист Батьківщини. Героїчно загинув при виконанні бойового завдання[17][18][19][20].
- Рогальський Андрій Григорович (07.09.1988 — 12.01.2023) — військовослужбовець. Із початком повномасштабної агресії росії добровільно став на захист України в лавах ЗСУ. Віддав своє життя захищаючи східні рубежі України[21][22][23].